# Bistro.sk
Bistro.sk a.s.  — найбільший онлайн-сервіс доставки їжі в Словаччині, штаб-квартира знаходиться в Братиславі. Клієнти можуть замовляти їжу онлайн через додаток для iOS чи Android або безпосередньо на вебсайті. Їжа доставляється кур'єрами по всій Словаччині в понад 140 міст. Майже 2000 ресторанів пропонують десятки тисяч страв на вибір.

## Історія
Компанію Bistro.sk a.s. заснував у 2013 році Мілан Дубец. Він був створений під компанією Azet.sk a.s., як частина портфоліо інтернет-порталів. Bistro.sk починався як проект, який працював у відділі реклами, і лише у 2016 році сайд-проект став самостійним відділом зі структурою, керівництвом та співробітниками. У тому ж році бренд Azet.sk і всі його підприємства були передані швейцарсько-німецькій компанії Ringier Axel Springer AG. З наступним придбанням двох інших конкуруючих служб доставки, DajmeJedlo.sk і Ham.sk, шляхом їх злиття з Bistro.sk компанія Ringier Axel Springer Slovakia зміцнила свої провідні позиції на словацькому ринку в сегменті послуг доставки їжі.
Спочатку Bistro.sk працював за принципом пропонування страв з окремих ресторанів-партнерів, які мали власну службу доставки для клієнтів. Це змінилося в 2018 році, коли в Братиславі було запущено нову службу Bistro Kuriér, яка додала до портфоліо Bistro.sk можливість доставки їжі власними кур’єрами, завдяки чому пропозиція була розширена до ресторанів без власної служби доставки. Bistro Kuriér зараз також працює в Кошиці, Банській Бистриці, Жиліні та Нітрі.
У 2021 році компанію Bistro.sk купила голландська компанія Just Eat Takeaway.com NV, яка є одним зі світових лідерів у цій галузі.